# Вирђинио Розета
Вирђинио "Вири" Розета (Верчели, 25. фебруар 1902 — Торино, 31. март 1975) био је италијански фудбалер који је играо као дефанзивац. Вредан играч, био је познат по својим организационим способностима и способности да чита игру и предвиђа друге играче; био је познат и као врло прецизан додавач лопте, и елегантан бек са добром техником и снажним ударцем, способан да започне игре из задње линије.

## Клупска каријера
Розета је рођен у Верчелију у Пијемонту, где је дебитовао за Про Верчели у италијанској Првој дивизији (претходник Серије А) у сезони 1919–20., као нападач. Касније се претворио у ефикасног дефанзивца. Про Верчели је тада био један од главних италијанских фудбалских тимова
За Италију је дебитовао на Летњим олимпијским играма 1920. године.
1923. прешао је у Јувентус, где је први пут био плаћен као фудбалер. Прву титулу освојио је 1926. године, и био је саставни део екипе која је током 1930-их освојила пет узастопних титула, служећи као капитен клуба.
Освојио је укупно осам државних првенстава, а последњих пет су титуле Серије А, што је италијански рекорд. Само још тројица играча, Ђанлуиђи Буфон, Ђовани Ферари и Ђузепе Фурино, такође су освојили осам титула у италијанским лигама.

## Репрезентација
Розета је био кључни члан италијанске фудбалске репрезентације током целе каријере, од када се тиму придружио 1920; одиграо је укупно 52 утакмице за Италију. Био је члан тима који је учествовао на Летњим олимпијским играма 1920. године, а такође је био део тима који су се на Летњим олимпијским играма 1924. пласирали на пето место, а који су потом освојили бронзану медаљу на Летњим олимпијским играма 1928. године. Розета је такође био члан победничког тима Светског купа 1934. Био је капитен у првој утакмици Италије на турниру, али показало се да је то његов последњи међународни наступ и није играо у самом финалу.

## После пензионисања
Розета се повукао из професионалног фудбала 1936. Умро је у Торину 1975.